# 용수로

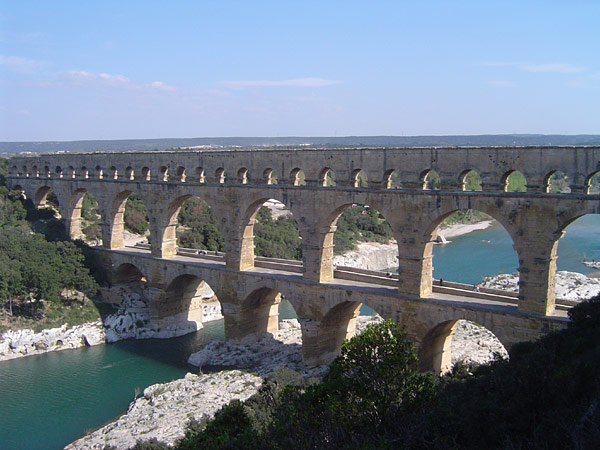
가르교: 프랑스 님 (도시) (Nimes) 남부에 있는 고대 로마의 수도교.

용수로(用水路; 문화어: 댈물길)는 관개나 수도, 공업용 등을 위해 물을 끌어들일 목적으로 만들어진 수로이다.
농업(관개), 공업, 수도(음료·생활·소방), 수차와 발전기의 동력 등, 주로 인간의 경제활동에 이용하기 위한 물을 용수(用水)로 부르고 이 용수를 강 등의 수원으로부터 먼 장소로부터 끌어오기 위해 인공적으로 만들어진 수로가 용수로이다.
오직 운송용으로 사용되는 수로는 운하로 불리고 배수가 목적인 수로는 방수로로 불리며 이것들은 통상 용수로에 포함하지 않는다.
다만 이전에는 위에 설명한 목적의 수로였지만 시대의 흐름과 함께 유역 주민의 생활 변화에 의해 용도의 변경이나 역할을 다한 것이 존재한다. 또 용수로로서의 역할을 대신해 현재는 유역 주민의 휴식의 장소로서 기능하고 있는 경우도 있어 수로의 이름은 개별 사정과 역사적 경위에 의해 결정된다.
또 콘크리트의 실용화와 토목 기술의 진전에 의해 제방이나 보, 댐의 건설이 잇따르면서 기존의 용수로도 콘크리트 호안화가 진행되는 등 치수와 수리를 겸한 각종의 개수가 진행되고 있다.

## 농업 용수로

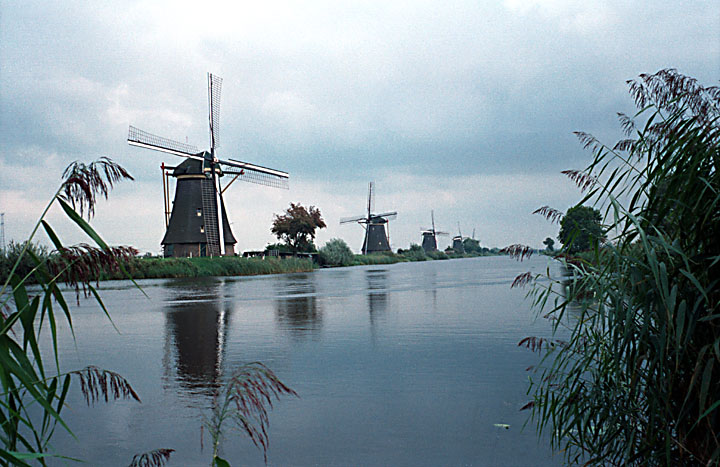
네덜란드 킨데르데이크의 풍차

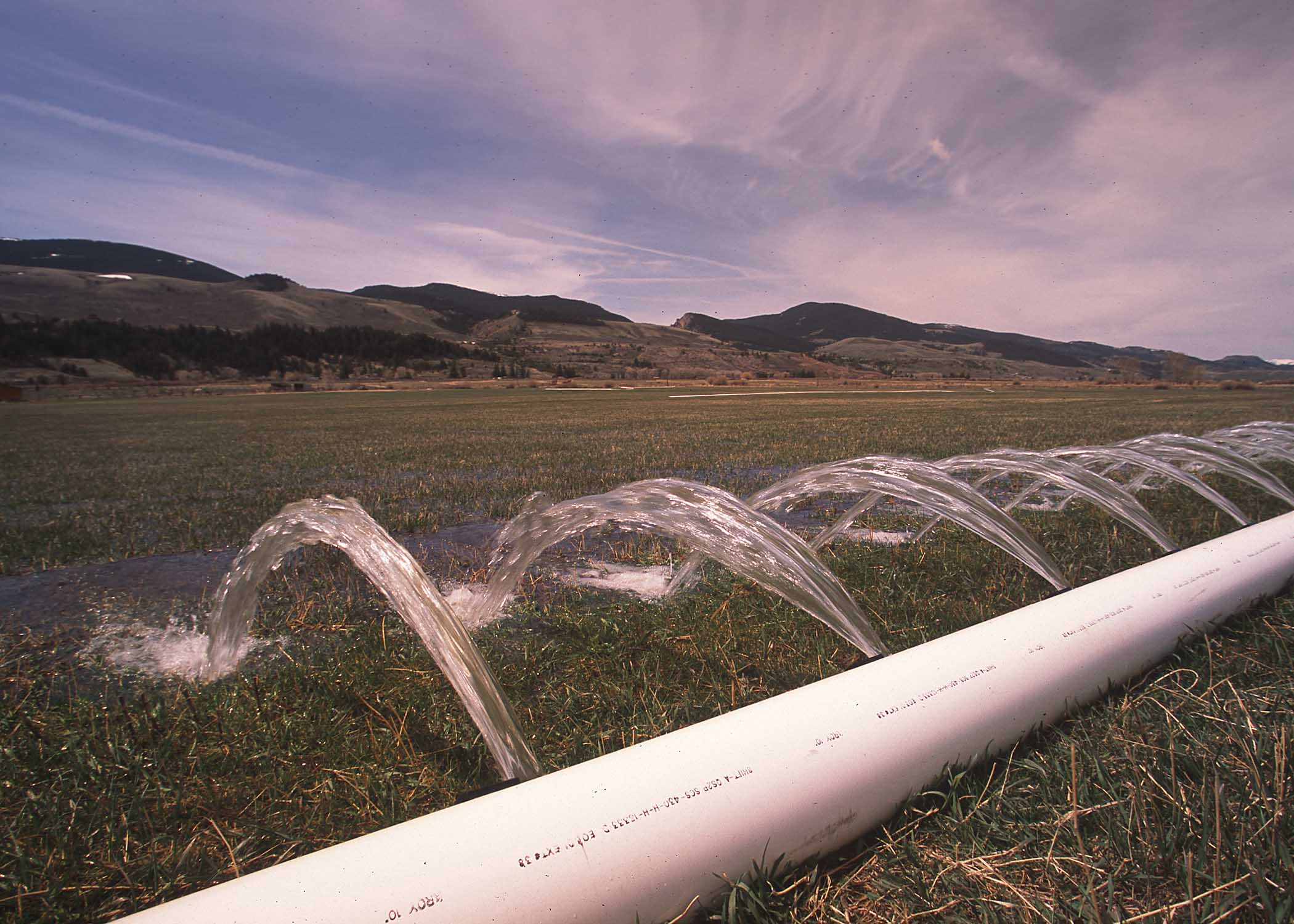
압력 도수로에 의한 용수로

고대의 관개 농업에서는 주로 하천의 홍수를 이용했었지만 기원전 30세기 무렵의 메소포타미아 문명에서는 티그리스강·유프라테스강에서 물을 끌어와 관개 농업을 했다고 하며 그것을 위한 용수로가 축조되었을 것으로 추정되고 있다. 또 이 용수로는 생활 용수의 공급과 치수를 위한 방수로도 겸하고 있었을 것으로 생각된다.
유럽과 중동의 평야에서는 지형으로부터 자연적으로 물을 끌어들여 관개하기가 어렵거나 물이 고이기 쉬운 지역이 있다. 예를 들어 시리아 하마의 주변을 흐르는 오론테스강은 수량이 많고 흐름이 빠르지만 강바닥이 낮기 때문에 물을 끌어오기 어려워 수차 등의 동력을 이용해 용수로까지 물을 퍼 올린 후 농업·생활 용수를 끌어왔다. 반대로 세계유산에 등록되어 있는 네덜란드 킨데르데이크 마을의 풍차군 등처럼 하천보다 토지가 낮아 물이 고이기 쉬운 지역에 용수로 겸 배수로를 돌아 다니게 해 물이 부족할 때는 강에서 용수로에서 물을 구하고 반대로 물이 넘치게 되었을 때는 풍차로 퍼올려 배수하는 것으로 한 때의 습지였던 곳을 목초지와 화훼 재배 등에 이용하고 있는 지역도 있다.
북아메리카·남아메리카 등에 최근에 많이 만들어지는 플랜테이션에서는 사이펀의 원리를 이용한 방법과 압력 도수로(관) 및 스프링클러를 이용해 살수시키는 방법 등이 많이 이용되고 있다.

## 같이 보기
- 카나트
- 지진공학
- 수자원